# Elaeagnus tricholepis
Elaeagnus tricholepis — вид квіткових рослин з родини маслинкових (Elaeagnaceae). Поширення: Центральний Непал. Росте на висотах 1600–2500 метрів.